# Němčice (Prachatice)
Němčice é uma comuna checa localizada na região da Boêmia do Sul, distrito de Prachatice.